# Cléguérec
Cléguérec is een gemeente in het Franse departement Morbihan (regio Bretagne). De plaats maakt deel uit van het arrondissement Pontivy. De gemeente telde 2.849 inwoners op 1 januari 2022.

## Geschiedenis
Cléguérec, hoofdplaats van het gelijknamige kanton, heeft zijn origine te danken aan een parochie, destijds uitgebreider dan nu, waarvan men de eerste geschreven sporen terugvindt in het Cartulaire de Redon in 871 onder de naam Cléguéruc.
Het merendeel van het grondgebied bevat nog restanten van generaties die zich gedurende 7000 jaar hebben opgevolgd. Stenen bijlen voor de meest vervlogen tijden, verschillende belangrijke bewaarplaatsen uit het bronzen tijdperk die tevoorschijn zijn gehaald en meerdere megalithische monumenten (dolmens, allées couverts, menhirs, tumulus) die tot op heden nog steeds bestaan.
De Romeinen zelf hebben ook het grondgebied bezet (villa's, sporen, versterkte omwallingen) en ook de tempeliers hebben een groot deel van het gebied in bezit gehad. Het feodale tijdperk was rijk door het oprichten van kastelen, landgoederen en verstevigde boerderijen en de oprichters van religieuze gebouwen waren tevens talrijk aanwezig (een twaalftal kapellen waarvan tot op vandaag 8 zijn bewaard nadat ze zijn gerestaureerd met behulp van plaatselijke verenigingen).

## Historische locaties en monumenten
De allée couverte de Bot-Er-Mohed is een van de grootste hunebedden in de Morbihan. Oorspronkelijk meer dan 27 meter, vandaag de dag rest er nog ongeveer 15 meter. Het wordt het ook weleens 'Kambr en Torriganet', 'Feeëngrot' of 'Dwergenkamer' genoemd.
In het midden van de fontein op het dorpsplein, recht tegenover het gemeentehuis, bevindt zich het vrijheidsbeeld daterend uit 1876, bijna 10 jaar voor dat van New York. Het beeld is een van de 16 bekende versies in Frankrijk.
La Fontaine de la Trinité, eind 16e eeuw, is opgericht bij het oudste kruisbeeld van de gemeente. Het water van deze fontein wordt magische krachten toegeschreven.
In 1801 is men begonnen met de aanleg van het het kanaal Nantes-Brest, dit op bevel van Napoleon I om Brest te ontsluiten. De werkzaamheden zijn voltooid in 1843.

## Geografie
De oppervlakte van Cléguérec bedroeg op 1 januari 2022 62,99 vierkante kilometer; de bevolkingsdichtheid was toen 45,2 inwoners per km².

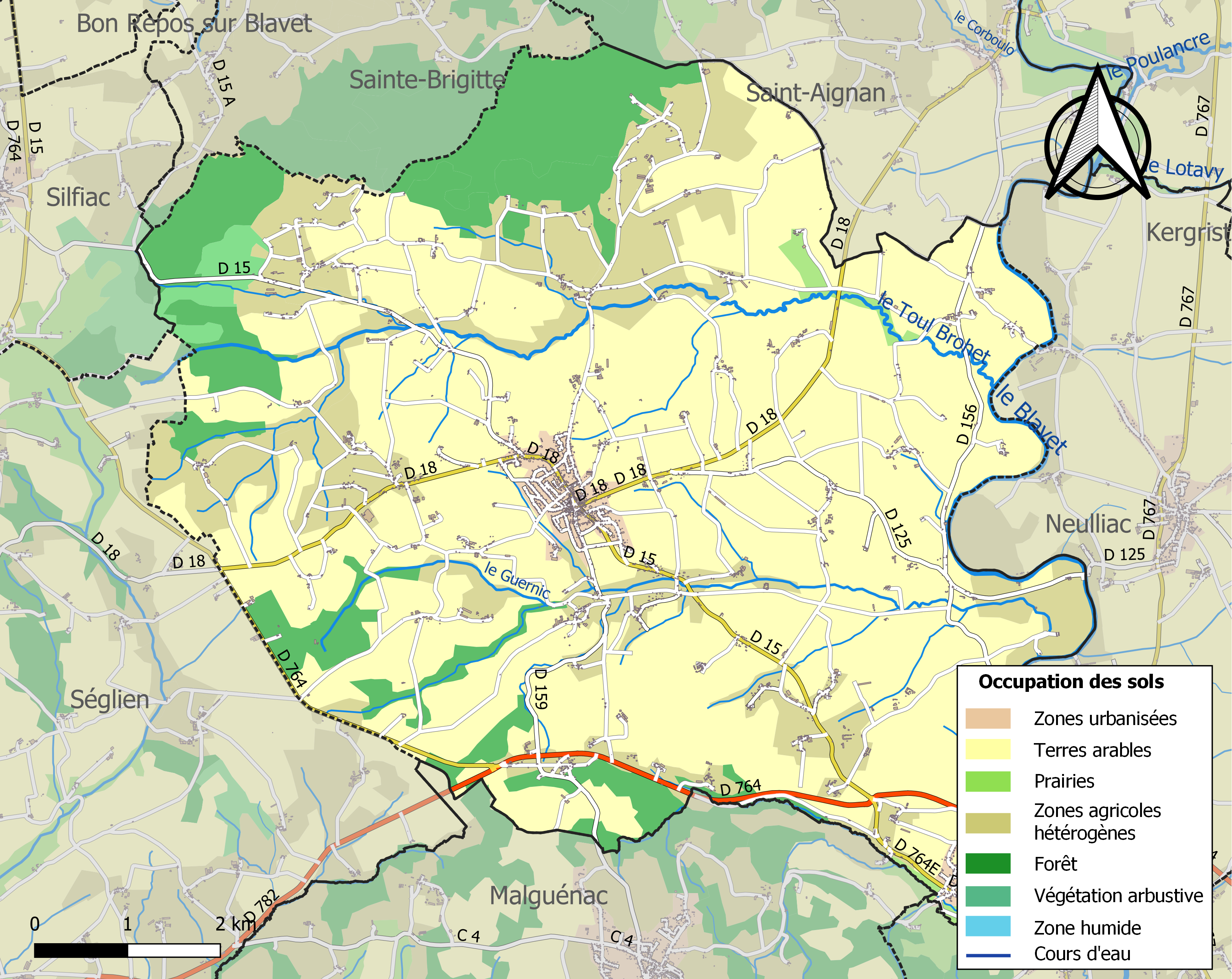
Kaart van de gemeente met de belangrijkste infrastructuur, bodemgebruik en omliggende gemeenten

## Demografie
Onderstaande figuur toont het verloop van het inwonertal, bron: INSEE-tellingen. 